# Деміан Рунья
Деміан Рунья (англ. Demián Rugna; нар. 13 вересня 1979, Аедо, Буенос-Айрес, Аргентина) — аргентинський кінорежисер, сценарист і монтажер фільмів жахів.

## Життєпис
Рунья народився в Аедо, провінція Буенос-Айрес. З раннього дитинства створював власні комікси, які відтворювали його улюблені фільми. Це привело його через роки до вивчення коміксів під керівництвом Орасіо Лальї, у якого він навчився візуальному оповіданню. У 2003 році він закінчив Університет Морону за спеціальністю графічний дизайн.
У 2005 році, знявши кілька короткометражних фільмів у жанрі жахів, написав оригінальний сценарій до фільму «Смерть знає твоє ім'я». У 2007 році зняв свій перший повнометражний фільм, заснований на одному з його короткометражних фільмів під назвою «Остання брама». У 2008 році написав оригінальний сценарій фільму «Вони хочуть моїх очей».
Його другим повнометражним фільмом як режисера став «Прокляті виродки», який він зняв у співавторстві з Фабіаном Форте. Фільм вийшов у національний прокат в Аргентині у 2013 році. Між 2016 та 2017 роками вийшли два його фільми: «Ти не знаєш, з ким говориш» і «Налякані». «Налякані» мав комерційний успіх і вважається одним із найкращих аргентинських фільмів жахів останніх років. Хоча фільм вже мав комерційний успіх на основі його показів в аргентинських кінотеатрах, його реліз на стрімінговому сервісі Netflix додатково зібрав велику кількість глядачів.
У 2022 році Рунья зняв свій наступний повнометражний фільм «Коли зло ховається», беручи участь у проекті «Сатанинські латиноамериканці», антології жахів від латиноамериканських режисерів, зі своїм оповіданням «Я теж це бачив». Світова прем'єра «Коли зло ховається» відбулася на Міжнародному кінофестивалі в Торонто 2023 року в секції «Опівнічне божевілля».

## Фільмографія
- Остання брама (2007)
- Прокляті виродки (2011): фрагменти «Cafeomancia» та «El curandero»
- Ти не знаєш, з ким говориш (2016)
- Налякані (2017)
- Сатанинські латиноамериканці (2022): фрагмент «Я теж це бачив»
- Коли зло ховається (2023)

## Нагороди та визнання
Найкращий повнометражний фільм на кінофестивалі в Сіджасі у 2023 році в секції офіційного конкурсу фантастики за фільм «Коли зло ховається».